# Бушен
Бушен (фр. Bouchain) насеље је и општина у североисточној Француској у региону Север-Па д Кале, у департману Север која припада префектури Валансјен.
По подацима из 2011. године у општини је живело 4024 становника, а густина насељености је износила 324,78 становника/km². Општина се простире на површини од 12,39 km². Налази се на средњој надморској висини од 38 метара (максималној 100 m, а минималној 31 m).

## Демографија
| 1962. | 1968. | 1975. | 1982. | 1990. | 1999. | 2011. |
| ----- | ----- | ----- | ----- | ----- | ----- | ----- |
| 3.505 | 3.916 | 4.826 | 4.543 | 4.317 | 4.282 | 4.024 |

График промене броја становника у току последњих година